# Reticulaphis rotifera
Reticulaphis rotifera är en insektsart. Reticulaphis rotifera ingår i släktet Reticulaphis och familjen långrörsbladlöss. Inga underarter finns listade i Catalogue of Life.